# Terra de Soneira
Die Comarca de Terra de Soneira (galicisch) bzw. Tierra de Soneira (spanisch) ist eine Verwaltungseinheit Galiciens. Die Einwohner leben auf einer Fläche von 372,16 km², was 1,25 % der Fläche Galiciens entspricht.

## Gemeinden
| Gemeinde                 | Einwohner (2024) | Fläche km² | Dichte Einw./km² | Cod INE | Postleitzahl |
| ------------------------ | ---------------- | ---------- | ---------------- | ------- | ------------ |
| Camariñas                | 5.098            | 51,60      | 99               | 15016   | 15123        |
| Vimianzo                 | 6.808            | 187,27     | 36               | 15092   | 15127, 15129 |
| Zas                      | 4.261            | 133,29     | 32               | 15093   | 15850        |
| Comarca Terra de Soneira | 16.167           | 372,16     | 43               | –       | –            |